# Pluteus shikae
Pluteus shikae es una especie de hongo de la familia Pluteaceae. Es un hongo basidiomiceto holártico: se distribuye en los bosques boreales y templados en el hemisferio norte.

## Taxonomía
Pluteus shikae fue descrita por los micólogos Alfredo Justo y Ekaterina F. Malysheva, y publicado en Phytotaxa 180 (1): 48 en 2014. Se ha clasificado en la sección Pluteus del género. El holotipo se halló el 2003 sobre madera en descomposición en Sapporo en la isla de Hokkaido, Japón.
Etimología
shikae es un epíteto derivado de la palabra japonesa: shika que significa 'venado', otorgado por la morfología similar con otros hongos del color de los ciervos (por ejemplo Pluteus cervinus) y por su distribución en Japón.